# 우둥더 댐
우둥더 댐(중국어 간체자: 乌东德坝, 정체자: 烏東德壩, 병음: Wūdōngdé Bà)은  장강 상류인 진사강에 있는 대규모 수력 댐으로 사천성 량산이족자치주 후이둥현에 있다.
이 댐은 240 m (787 ft)로 세계에서 가장 높은 댐 중 하나이며, 각 850 MW의 발전 용량을 가진 12개의 물터빈을 사용하여 전력을 생산하며, 총 발전 용량은 10,200 MW에 달한다. 건설은 2015년에 시작되었으며, 첫 번째 발전기는 2018년에 가동될 예정이었고 전체 프로젝트는 2021년에 완료되었다. 이 발전소는 중국 싼샤 공사가 소유하고 있다.
처음 두 개의 터빈은 2020년 7월에 가동을 시작했다. 이 발전소는 2021년 6월에 완전히 가동되었다.

## 같이 보기
- 중화인민공화국의 발전소 목록